# Oljepluggnyckel
Oljepluggnyckel är ett specialverktyg framställd för lossning och åtdragning av oljepluggar. Oftast i fyrkantigt utförande. Samma verktyg kan passa flera olika dimensioner. Detta för att lossa pluggen och tömma ut oljan.